# Foussais-Payré

Foussais-Payré este o comună în departamentul Vendée, Franța. În 2009 avea o populație de 1,198 de locuitori.